# Zapora Katse
Zapora Katse – zapora wodna na rzece Malibamatšo w Lesotho. Zbiornik przy niej jest głównym źródłem wody w Lesotho Highlands Water Project.
Budowę zapory rozpoczęto w roku 1991, a zakończono w 1997. Łukowa zapora o podwójnej krzywiźnie zbudowana jest z betonu. Wysokość zapory wynosi 185 m, szerokość u podstawy 60 m, zaś na koronie — 9 m. Długość korony to 710 m. Do budowy zużyto 2,34 miliona m³ betonu.
Powstały zbiornik zbiera wodę z obszaru 1866 km² i ma pojemność 1950 milionów m³. Mała powierzchnia zbiornika (35,8 km²) sprawia, że przechowywanie wody jest efektywne, dzięki małemu parowaniu.
19 km od zapory (w górę rzeki) znajduje się wieża, będąca wlotem do kanału odprowadzającego wodę do Południowej Afryki. Wieża o wysokości 98 m, stojąca w wodzie o głębokości 77 m ma 16 wlotów wody, rozmieszczonych na 4 poziomach, co pozwala na pobór wody o właściwej jakości. Z każdego poziomu można pobierać wodę z maksymalną wydajnością 88 m³/s. 
Woda płynie specjalnie wydrążonym tunelem o średnicy 4,8 m. Po 45 km, przy zaporze Muela napędza elektrownię i następnymi tunelami o długości 37 km dociera do rzeki As na terenie RPA.
Od 2003 r. zbiornik przy zaporze Katse jest zasilany dodatkowo przez wodę transportowaną tunelem o długości 32 km ze zbiornika przy zaporze Mohale. Po wybudowaniu zapory Polihali będzie zasilany również z tamtego zbiornika.